# Cuatro Naciones de Rugby League 2011
El Cuatro Naciones de Rugby League 2011 fue la séptima edición del Cuatro Naciones de Rugby League.

## Equipos
- Australia
- Gales
- Inglaterra
- Nueva Zelanda

## Fase de grupos
| Equipo        | Encuentros | Encuentros | Encuentros | Encuentros | Tantos  | Tantos    | Tantos     | Puntos |
| Equipo        | jugados    | ganados    | empatados  | perdidos   | a favor | en contra | diferencia | Puntos |
| ------------- | ---------- | ---------- | ---------- | ---------- | ------- | --------- | ---------- | ------ |
| Australia     | 3          | 3          | 0          | 0          | 118     | 46        | +72        | 6      |
| Inglaterra    | 3          | 2          | 0          | 1          | 90      | 46        | +44        | 4      |
| Nueva Zelanda | 3          | 1          | 0          | 2          | 54      | 54        | 0          | 2      |
| Gales         | 3          | 0          | 0          | 3          | 18      | 134       | −116       | 0      |

Nota: Se otorgan 2 puntos al equipo que gane un partido, 1 al que empate y 0 al que pierda.
|  | Clasifican a la final |

## Final
| 19 de noviembre | Inglaterra | 8 - 30 | Australia | Elland Road, Leeds              |  |
|                 |            |        |           | Asistencia: 34.174 espectadores |  |

| Bandera de Australia |
| Campeón Australia    |
| Quinto título        |